# Ideo Force
Ideo Force – polska firma założona w 2010 roku, specjalizująca się w działaniach z zakresu e-marketingu i e-commerce. Wywodzi się z działającej od 1999 roku Agencji Interaktywnej i Internet Software House – Ideo. Członek Związku Pracodawców Branży Internetowej IAB Polska oraz Izby Gospodarki Elektronicznej (e-Izby).

## Zakres działalności
W zakres działalności spółki wchodzą m.in. usługi z zakresu pozycjonowania stron internetowych, performance marketingu, social media marketingu oraz poprawy użyteczności (User Experience). Firma posiada statusy, takie jak m.in. Microsoft Advertising Channel Partner, Google Partner, Meta Business Partners.

## Nagrody i wyróżnienia
Działalność spółki Ideo Force została nagrodzona oraz nominowana już w wielu prestiżowych konkursach i rankingach. A oto wybrane z nich:
- 2023 r. Diament Forbesa[10]
- 2023 r. Gazela Biznesu[11]
- 2022 r. Gazela Biznesu[11]
- 2022 r. Finalista konkursu European Search Awards[12]
- 2021 r. Gazela Biznesu[13]
- 2021 r. Laureat konkursu „eCommerce Polska Awards 2021”[14]